# Iris postii
Iris postii är en irisväxtart som beskrevs av Paul Mouterde. Iris postii ingår i släktet irisar, och familjen irisväxter. Inga underarter finns listade i Catalogue of Life.